# Kambodjas herrlandslag i fotboll
Kambodjas herrlandslag i fotboll (Khmerrepubliken mellan 1970 och 1975) kontrolleras av Kambodjas fotbollsförbund. En stor framgång var då man slutade fyra i asiatiska mästerskapet 1972.
Bland framgångsrika spelare hittar man Hok "Jet" Sochetra som tillsammans med Kiatisuk Senamuang från Thailand var en av Sydöstasiens bästa målskyttare.  1997 utsåg Hok Sochetra till Sydöstasiens bästa spelare.
Den 17 mars 1956 spelade Kambodja sin första landskamp, och förlorade med 2-3 mot Malaya på hemmamplan i en kvalmatch till asiatiska mästerskapet.

### Fotnoter
1. ↑  ”Men's Ranking”. Fifa. https://inside.fifa.com/fifa-world-ranking/men?dateId=id14415. Läst 2 juli 2024.
2. ↑  – Cambodia's Hok Sochetra On The Ball Arkiverad 26 september 2011 hämtat från the Wayback Machine.
3. ↑  – Hok Sochetra speaks out about the beautiful game in Cambodia-The Phnom Penh Post